# Heidi in der Türkei
Die literarische Figur Heidi, in der türkischsprachigen Übertragung bisweilen auch Haydi (bedeutet im Deutschen so viel wie „Los!“, „Auf!“), gehört in der Türkei zu den beliebtesten Kinderbüchern.
2005 wurde vom türkischen Bildungsministerium der Roman Johanna Spyris als eines von 100 grundlegenden Werken der Kinder- und Jugendliteratur bei der Erziehung des Nachwuchses in der Türkei besonders empfohlen. Als Bestandteil der privaten Bücherei des türkischen Staatsgründers Atatürk erfährt Heidi zudem besondere Beachtung.
Heidi gibt es in der Türkei in verschiedenen Übersetzungen und Bearbeitungen; als früheste gilt die von Sabiha Zekeriya aus dem Jahr 1927. Auch reine Bilderbücher existieren. Ausländische Filmfassungen von der 1937 gedrehten amerikanischen Fassung mit Shirley Temple bis zur japanischen Zeichentrickserie von 1974 sind bekannt und liefen zum Teil in türkischen Fassungen im türkischen Fernsehen oder erschienen auf DVD. Ender Ormanlar bearbeitete Heidi zudem zu einer türkischsprachigen Kinderoper.
2007 wurde das Buch in einer vom türkischen Bildungsministerium unter anderen ausdrücklich empfohlenen Version zum Politikum: in dem Titel war die Großmutter von Heidis Freundin Klara Sesemann mit Kopftuch und einem weiten Mantel zu sehen. Türkische Medien reagierten entsetzt, nannten es Kopftuch-Propaganda und mangelnden Respekt gegenüber anderen Religionen: man versuche, Kindern zu suggerieren, dass es auf der Welt keine anderen Lebensweisen als die islamische gebe. Hierüber, insbesondere in Zusammenhang mit einem Islamisierungsvorwurf gegenüber dem türkischen Ministerpräsidenten Recep Tayyip Erdoğan, wurde auch über die Türkei hinaus berichtet.